# 木村駒子
木村 駒子（きむら こまこ、1887年7月29日 - 1980年7月10日）は、大正・昭和期の日本の女優、フェミニスト、神秘主義研究家。霊能者として夫とともに「観自在宗」を作って霊術治療をする一方、婦人団体「新真婦人会」を組織し、浅草新劇の女優にもなった。本名、黒瀬駒（子）。

## 生い立ち
1887年（明治20年）、熊本市の消火器具を営む家に生まれる（養女とする説も）。祖母は新内の名手で、母親も芸事に堪能だったことから、4歳から三味線、踊り、芝居を習い、チンコ芝居（子供歌舞伎）にも出演していた。裁縫学校に飽き足らず、漢学塾にも通う一方、英語を学ぶため、教会にも通う。
電話交換手の職を得るが、知人の後援で熊本女学校（現・熊本フェイス学院高等学校）へ進学。当校の校長は東京女学院の矢嶋楫子院長の姉であり、旧来の良妻賢母ではない“新しき女”の生き方を駒子に説いた。1906年（明治39年）に卒業。同志社に通う木村秀雄の噂を聞いて憧れ、秀雄が渡米したことを聞くと、アメリカ留学を志してミッションスクールの福岡英和女学校（現・福岡女学院）へ進学。このとき同性の恋人ができる。その後、東京女子師範学校の受験に失敗したため、青山女学院の英文科に進学。
帰国した秀雄と交際を始め、妊娠。両親の反対を押し切り、1907年（明治40年）に長男を出産、「生死」と名付ける。地元誌の『熊本評論』に演劇論などを投稿する。1908年（明治41年）、帝劇女優養成所の第一期生に応募したところ、芸事の経験豊富なことなどから無試験合格の通知を受けるが、夫の反対で断念する。

## 宗教家・社会運動家・女優として

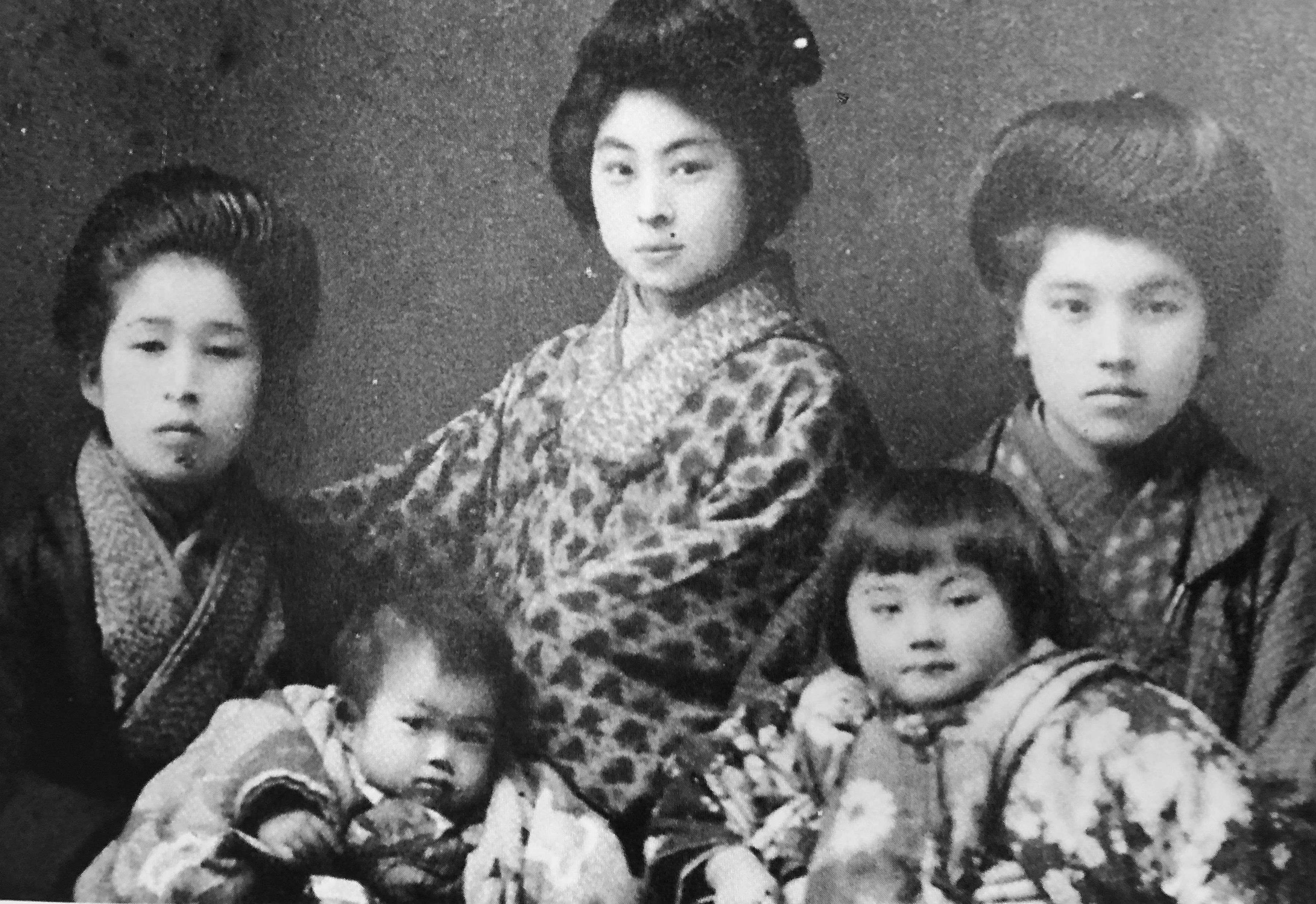
1913年、既婚女性の団体として「新真婦人会」を設立した。左から西川文子、木村駒子、宮崎光子。

1909年（明治42年）、一家で東京の麻布に引っ越す。霊術治療を謳った「観自在宗」を興した夫とともに、普及活動のために各地を巡業した。二人の唱える観自在は「思ったとおりにする」という意味で、仏教の六神通を得て人心を自在にすることを目的にしていた。駒子は大黒天の格好をして客を待ち受けたが、あまり儲からなかったようである。
1913年（大正2年）、独身者中心だった平塚らいてうの青鞜社に対抗して、既婚女性の団体として、社会主義者、西川光二郎の妻・西川文子、預言者の宮崎虎之助の妻・宮崎光子とともに小石川白山御殿坂に「新真婦人会」を開設。雑誌『新真婦人』を刊行していたが、実務家の文子が会を主導するようになったため、駒子は演劇に方向転換を図る。浅草金龍館の曾我廼家五九郎一座に加入して人気女優になり、高給を得るようになる。
1917年（大正6年）、一家でアメリカに渡る。8年後に帰国し、舞踏の指導などを行なう。芸術大学創設のため三河島に仮校舎を建てるが、断念。1980年（昭和55年）、92歳で没。

## 家族
夫の木村秀雄（夢弓とも）は、駒子の進学の際の後見人だった人物の甥で、同志社中学を中退して渡米し、バークレーの大学で神学を学んだ。留学中にピエール・アーノルド・バーナード（Pierre Arnold Bernard）から秘密のタントラを伝授され、薬物によるイニシエーションも体験した（バーナードは“ザ・グレート・オーム”の異名を持つアメリカ人で、アメリカにヨガを紹介した初めての人物と言われている)。約1年半滞在後、帰国。故郷の熊本で催眠術や心霊術を使った新宗教「観自在宗」を立ち上げた。1935年（昭和10年）に死亡。
長男の木村生死（しょうじ）は、英字新聞記者、翻訳家となる。またAFP東京支局に所属し、ジャパンタイムス経済部長をつとめた。矢野徹らと日本初のSF小説の専門誌『星雲』を発行、日本科学小説協会の副会長を務めた。「生死」という名前に関し、宮武外骨は、「生死無差別」から取ったのではないかと推測している。駒子は「人の世の真相と真義は、“生死”の二字に摂せられる」と書いている。
生死の下に長女の光明（あかり）がいたが、夭折。